# Phorocera xanthura
Phorocera xanthura là một loài ruồi trong họ Tachinidae.